# Осиковый Гай
Осиковый Гай (укр. Осиковий Гай) — село, 
Коробочкинский сельский совет,
Чугуевский район,
Харьковская область.
Код КОАТУУ — 6325484003. Население по переписи 2001 года составляет 100 (49/51 м/ж) человек.

## Географическое положение
Село Осиковый Гай находится на расстоянии в 2 км от села Коробочкино.
Рядом проходит автомобильная дорога М-03.

## История
- 1996 — дата основания [1].

## Экономика
- Молочно-товарная ферма.